# 科索拉多 (巴塞卢什)
科索拉多 (巴塞卢什)是葡萄牙布拉加区的一个堂区。总面积6.41平方公里，总人口927人，人口密度144.6人/平方公里。